# Bacuita excentrica
Bacuita excentrica är en insektsart som först beskrevs av Willemse, C. 1932.  Bacuita excentrica ingår i släktet Bacuita och familjen gräshoppor. Inga underarter finns listade i Catalogue of Life.